# Gorzków (powiat wielicki)
Gorzków – wieś w Polsce położona w województwie małopolskim, w powiecie wielickim, w gminie Wieliczka. Pod względem geograficznym znajduje się na Pogórzu Wielickim.

## Historia
Pierwsza wzmianka o wsi pochodzi z 1413 roku. W XVI w., XVII w. była własnością Morsztynów, m.in. Floriana Morsztyna, który w folwarku założył zbór braci polskich. W latach 1975–1998 miejscowość administracyjnie należała do województwa krakowskiego.
Części wsi: Czarnociny, Podgorzków, Postolówka, Zastawiszcze.

## Zabytki
Obiekt wpisany do rejestru zabytków nieruchomych województwa małopolskiego.
- Kościół parafialny pw. MB Częstochowskiej, otoczenie, ogrodzenie.

Według NID kościół pochodzi z roku 1923, kiedy to została erygowana tutejsza parafia, wydzielona z parafii macierzystej w Wieliczce. Sama budowa kościoła trwała natomiast w latach 1910–1912. W 1956 parafię objęli księża michalici.
Znajduje się tu parafia Matki Bożej Częstochowskiej, kościół pw. Matki Boskiej Częstochowskiej, cmentarz parafialny, szkoła podstawowa, remiza OSP.

## Osoby związane z miejscowością
- Dariusz Gnatowski, aktor grający rolę Arnolda Boczka w serialu „Świat według Kiepskich”[10].